# Uskotračna željeznica
Uskotračna željeznica je vrsta željeznice čija je širina pruge manja od standardne širine od 1435 mm.
Tramvaj koji ima širinu kolosijeka od 1 m se obično ne označava kao uskotračna željeznica.

## Razlozi
Uskotračne željeznice su jednostavnije i jeftinije za izgradnju od željeznica normalne (standardne) širine kolosijeka. Zbog uže širine kolosijeka je moguće ostvariti manje radijuse zavoja, što je bio čest razlog odabira željeznice, posebno u užim usjecima planina. Manja i lakša vozila omogućavaju bolji odabir dimenzija gornjeg ustroja pruge, te zbog toga u usporedbi sa standardnom širinom kolosijeka manje toškove gradnje, zbog čega se uskotračna željeznica također nalazi i u nizinama.

## Najčešće korištene širine kolosijeka uskotračnih željeznica
- 600 mm (njem. Feldbahnen, tj. poljske željeznice)
- 610 mm (2 stope)
- 750 mm
- 760 mm (Bosanska širina kolosijeka)
- 762 mm (2,5 stope)
- 900 mm
- 914 mm (3 stope)
- 1000 mm (metarska širina)
- 1067 mm (3,5 stope, tzv. Kapska/Kepska širina kolosijeka).
- 891 mm (Švedska)
- 950 mm (Italija).

## Poveznice
- Samoborček
- Parenzana